# Morris Tyler
Morris Franklin Tyler  war ein US-amerikanischer Politiker. Zwischen 1871 und 1873 war er Vizegouverneur des Bundesstaates Connecticut.

## Werdegang
Über Morris Tyler gibt es so gut wie keine verwertbaren Quellen. Er war mit Mary Frisbee Butler verheiratet, die 1848 einen Sohn zur Welt brachte, der ebenfalls den Namen Morris erhielt. Dieser wurde Professor der Rechtswissenschaften an der Yale University und war außerdem in der Telefonbranche tätig.
Vom älteren Morris Tyler ist noch bekannt, dass er beruflich mit Schuhen und Stiefeln handelte. Er lebte in New Haven, wo er auch Bürgermeister war, und wurde Mitglied der Republikanischen Partei. Im Jahr 1870 wurde er an der Seite von Marshall Jewell zum Vizegouverneur des Staates Connecticut gewählt. Dieses Amt bekleidete er zwischen 1871 und 1873. Dabei war er Stellvertreter des Gouverneurs und Vorsitzender des Staatssenats.